# Asia Society
A Asia Society é uma organização 501(c) que se concentra em educar o mundo sobre a Ásia. Possui vários centros nos Estados Unidos (Manhattan, Washington, D.C., Houston, Los Angeles e São Francisco) e em todo o mundo (Hong Kong, Manila, Mumbai, Seul, Xangai, Melbourne e Zurique). Esses centros são supervisionados pela sede da Sociedade na cidade de Nova York, que inclui um museu que exibe a coleção Rockefeller de arte asiática e exposições rotativas com peças de vários países da Ásia e da Oceania.
Em janeiro de 2021, a Asia Society nomeou o ex-primeiro-ministro australiano Kevin Rudd como seu CEO e presidente. 

## Missão
A Asia Society define a região da Ásia como a área que vai do Japão ao Irã, da Ásia Central à Austrália, Nova Zelândia e Ilhas do Pacífico. A Asia Society é uma organização sem fins lucrativos e apartidária cujo objetivo é conscientizar sobre a política, os negócios, a educação, as artes e a cultura asiáticas por meio da educação. A organização patrocina exposições de arte, performance, cinema, palestras e programas para alunos e professores. Os programas visam aumentar o conhecimento da sociedade com foco nos direitos humanos, meio ambiente, saúde global e posição das mulheres. 

## História
A Asia Society foi fundada em 1956 por John D. Rockefeller III. Inicialmente criada para promover maior conhecimento da Ásia nos EUA, hoje a Sociedade é uma instituição global — com escritórios nos EUA e na Ásia — que cumpre seu mandato educacional por meio de uma ampla gama de programação interdisciplinar. À medida que as economias e as culturas se tornaram mais interligadas, os programas da Sociedade expandiram-se para abordar questões asiático-americanas, os efeitos da globalização e preocupações urgentes na Ásia, incluindo os direitos humanos, a condição das mulheres e questões ambientais e de saúde global, como o VIH/SIDA.  Os registros da organização são mantidos no Rockefeller Archive Center em North Tarrytown, NY. 